# Storia della provincia di Cabinda

## Regno di N'Goyo
Quando i primi Europei sbarcarono sulle coste dell'Africa centro-occidentale, trovarono un sistema di regni o feudi, abitati da popolazioni di etnie bantu, che rispondevano all'autorità suprema del Re del Congo. Cabinda era la capitale di uno di questi regni, detto Regno di N'Goyo; il territorio circostante era suddiviso fra il regno di N'Goyo, quello di Loango e quello di Kakongo.
Il nome "Cabinda" (che nelle fonti scritte europee dei secoli XVI e XVII appare anche come "Cabinde", "Cabenda", "Kapinda" o "Kabinda") deriva etimologicamente dall'agglutinazione tra il termine mafuka (che indicava l'incarico di intendente al commercio del re di N'Goyo) e binda, un antroponimo appartenuto a qualcuno che in passato aveva ricoperto quella carica.

## Avvento degli Europei
È possibile, ma non certo, che a Cabinda avesse attraccato nel 1482 l'esploratore portoghese Diogo Cão, nel corso della spedizione in cui vennero stabiliti i primi contatti diplomatici fra i portoghesi e il re congolese Manicongo. Di sicuro sbarcò nella baia di Cabinda Rui de Sousa, a bordo della caravella Nossa Senhora da Atalaia, nel 1491.
Nel 1545, il sovrano del Kakongo concesse ai portoghesi il permesso di commerciare nella regione. Nel 1570, Alvaro I, re del Congo convertito al Cristianesimo, si dichiarò vassallo del Regno di Portogallo, e il permesso di commercio per i portoghesi fu esteso anche al regno di N'Goyo e a Cabinda.

## La contesa fra le potenze europee
A partire dalla seconda metà del XVII secolo, Cabinda divenne un importante centro del commercio degli schiavi africani; il traffico di navi europee nel suo porto si fece sempre più intenso, e non mancarono anche momenti di tensione fra le diverse potenze europee che avevano interessi economici nell'area (nel 1702, per esempio, due flottiglie una inglese e una francese si diedero battaglia di fronte a Cabinda). Nel 1722 un gruppo di corsari inglesi costruì un fortino nei pressi di Cabinda; il re del Portogallo Giovanni V invocò il diritto storico del Portogallo sulla regione, e nel 1723 il suo esercito rase al suolo il fortino britannico. Il Portogallo, tuttavia, aveva sempre maggiori difficoltà a controllare Cabinda, e l'11 gennaio 1758 il re cedette, dichiarando la città porto franco.
Nel 1783 i portoghesi compirono un nuovo tentativo di riprendere il controllo di Cabinda, costruendo un forte (Santa Maria di Cabinda). La guarnigione fu però decimata dalla malaria e nel 1784 il forte fu espugnato da un esercito francese guidato da Bernard de Marigny. La successiva tensione diplomatica fra Portogallo e Francia portò, con la mediazione della Spagna, alla Convenzione di Madrid (30 gennaio 1786) che riconosceva ufficialmente la sovranità portoghese sulla costa di Cabinda.
Nuove tensioni fra Francia e Portogallo si ebbero alla fine del XIX secolo. Il 12 marzo 1883, l'esploratore italiano Pietro Savorgnan di Brazzà, incaricato dai francesi nelle vesti ufficiali di "commissario per l'Africa dell'Ovest", strinse un accordo con il re Makosso Ma Nsangu, ottenendo per la Francia la sovranità sullo stato di Loango, sull'odierna Pointe-Noire, e su Landana. Contemporaneamente, i portoghesi infittirono i rapporti diplomatici con i capi locali di Cabinda, firmando una serie di trattati: uno a Chinfuma il 29 settembre 1883, uno a Chicambia il 26 dicembre 1884 e uno a Simulambuco il 1º febbraio 1885; quest'ultimo, siglato con re Ibiala Mamboma di Cabinda, ufficializzava il protettorato portoghese sul regno.
La situazione politica dell'area fu definita dalla conferenza di Berlino del novembre 1884, dopo la quale le potenze europee procedettero alla cosiddetta "spartizione dell'Africa". Il 12 maggio 1886 Francia e Portogallo definirono i confine tra Cabinda e l'odierna Repubblica del Congo (allora Brazzaville) mentre la definizione dei confini con il Congo Belga richiesero una serie di ulteriori accordi bilaterali, firmati tra il 1891 e il 1927. Retaggio di questa lunga trattativa è lo strategico corridoio verso l'Oceano Atlantico ottenuto dai belgi, che ancora oggi separa Cabinda dal resto dell'Angola, facendone una exclave.

## Prima unificazione con l'Angola
Nel XX secolo la regione di Cabinda acquisì un nuovo motivo d'interesse per gli Europei, il petrolio. Nel 1954 il governo portoghese rilasciò una concessione alla Gulf Oil Company statunitense per la ricerca di giacimenti; seguirono nel 1956 una concessione per cominciare le estrazioni e nel 1957 l'esclusiva sullo sfruttamento degli idrocarburi nella regione.
Nello stesso anno il Portogallo riunì Cabinda e l'Angola, due colonie precedentemente separate, sotto l'autorità di un amministratore unico. Questa azione (che contraddiceva tra l'altro la costituzione portoghese, in cui Cabinda e Angola erano citati come territori separati e indipendenti) fu poi confermata dalla risoluzione 1542 (XV) dell'Assemblea Generale delle Nazioni Unite, in cui si definivano i tempi e i modi del processo di decolonizzazione, e si indicava l'Angola come "comprendente l'exclave di Cabinda". Nello stesso periodo, però, altre istituzioni esposero posizioni diverse. L'Organizzazione dell'Unità Africana (OUA), per esempio, rese nota nel 1964 una lista di paesi da decolonizzare, e menzionò in maniera distinta l'Angola (riportata come caso n. 35) e Cabinda (n. 39).

## Movimenti indipendentisti
Parallelamente all'ondata di movimenti per la decolonizzazione africana, presero vita diverse organizzazioni che si ponevano come obiettivo l'indipendenza di Cabinda, alcune delle quali avevano i propri quartier generali nelle regioni circostanti. Nel 1959 nacquero il Mouvement pour la Libération de l'Enclave du Cabinda (MLEC) a Léopoldville, il Comité d'Action d'Union Nationale Cabindaise (CAUNC) a Brazzaville e l'Alliance du Mayombe (ALIAMA) a Pointe-Noire. Nel 1961, il Mouvement de Lutte pour l'Indépendance du Cabinda (MLIC), un'organizzazione politico-militare comandata da Alexandre Taty, aprì le ostilità con l'esercito portoghese. L'abate Fulbert Youlou, presidente del Congo-Brazzaville e sostenitore delle rivendicazioni di indipendenza di Cabinda, facilitò la permanenza degli indipendentisti cabindesi nel suo paese.
Nel 1963 i principali movimenti politici indipendentisti si fusero nel Frente para a Libertação do Enclave de Cabinda (FLEC), con sede a Pointe-Noire e diretto da Luis de Gonzaga Ranque Franque, ex presidente del MLEC di etnia woyo. Le milizie del FLEC includevano nelle loro file anche mercenari francesi ed ex-soldati dell'esercito coloniale portoghese.
Questa già complessa e frazionata situazione politica fu ulteriormente complicata dalla guerra fredda, che influì fortemente sulla situazione interna dell'Angola. I gruppi indipendentisti angolani si divisero in pro-sovietici (raggruppati nel Movimento Popolare di Liberazione dell'Angola, MPLA) e pro-statunitensi, tra cui il Fronte Nazionale di Liberazione dell'Angola (FNLA). Questi ultimi ebbero anche il sostegno della Cina maoista. I movimenti indipendentisti cabindesi confluirono in alcuni casi in quelli angolani; per esempio, il MLIC entrò nell'FNLA. Altri, e in particolare il FLEC, rimasero autonomi.
Nel 1965, circa 200 soldati cubani sbarcarono a Pointe-Noire per sostenere (con l'appoggio logistico sovietico) le incursioni dei guerriglieri dell'MPLA a Cabinda. Nello stesso anno l'FNLA decise che Cabinda, rimanendo autonoma, sarebbe comunque dovuta diventare una provincia dell'Angola; per reazione a questa decisione, l'MLIC uscì dal gruppo.
Verso la fine degli anni sessanta Henriques Tiago N'Zita (di etnia lindi) fondò a Pointe-Noire il Comité Révolutionnaire Cabindais (CRC), e nel 1967 venne costituito a Tshela (Repubblica Democratica del Congo) un governo cabindese in esilio. Tutto si fece ancora più complicato nel 1969 perché il nuovo capo di Stato del Congo, Marien N'Gouabi, sosteneva contemporaneamente sia l'MPLA che il FLEC.
Nel 1972 fu ucciso lo scrittore cabindese Nicolau Gomes Spencer, un dirigente dell'MPLA che non era ostile all'indipendenza cabindese (tanto che aveva proposto di cambiare il nome del movimento in MPLAC, con riferimento a Cabinda). Spencer fu sostituito ai vertici dell'MPLA da Maria Pedro Tonha, detto Pédale, che non condivideva le posizioni del suo predecessore e che è sospettato di averne pianificato l'omicidio. In reazione a questi eventi, parte dei quadri cabindesi dell'MPLA (in particolare quelli fedeli al comandante Bissafi) decisero di confluire nel FLEC.

## Il processo di decolonizzazione
Con la caduta del regime dittatoriale in Portogallo, la prospettiva dell'indipendenza per le colonie portoghesi divenne decisamente più concreta. Tutte le organizzazioni nazionaliste cabindesi si trasferirono a Cabinda, che divenne teatro di forti scontri tra fazioni. Il 30 giugno 1974 alcuni militanti del FLEC, rientrati dal loro esilio in Zaire, aprirono un ufficio di rappresentanza nella città, che contemporaneamente fu occupata dalle truppe del FLEC.
Il 10 agosto 1974, il governo Congolese distaccò a Cabinda un reggimento comandato da José Auguste Tchioufou, direttore aggiunto della Elf-Congo e responsabile di una frazione del FLEC di stanza a Pointe-Noire detta FLEC Rouge. Il comandante fu accolto trionfalmente e si autoproclamò presidente di Cabinda. In seguito la sua popolarità crollò rapidamente, anche in seguito alla sua politica apertamente filo-francese, e dovette ritirarsi in Europa.
Nel frattempo Henriques Tiago N'Zita, con l'appoggio della CIA, si era proclamato presidente del FLEC ed era entrato a Cabinda con un'unità militare che massacrò i coloni portoghesi rimasti. Nel frattempo, il presidente storico del FLEC, Luis de Gonzaga Ranque Franque, sostenuto dallo Zaire e dal Gabon, negoziava l'indipendenza direttamente con Lisbona.

## Nuova annessione all'Angola
Il 19 settembre 1974 l'MPLA annunciò l'annessione all'Angola della regione di Cabinda. Il 2 novembre dello stesso anno, il nuovo governo portoghese avallò l'occupazione di Cabinda da parte delle truppe dell'MPLA, che dovettero scontrarsi con il FLEC e altre milizie indipendentiste locali, fra cui la Revolta do Leste (RDL).
Nel novembre del 1974 le truppe dell'MPLA occuparono Cabinda respingendo l'armata del FLEC verso Massabi in Congo. L'occupazione fu seguita da una politica di terrore portata avanti dai militari, dalla polizia e dagli agenti della DISA, l'intelligence dell'Angola. Numerosi villaggi furono devastati e tutti coloro che si opponevano all'annessione di Cabinda all'Angola furono deportati nel campo di concentramento di Bentiana, nella Provincia di Namibe, nel sud dell'Angola. Migliaia di profughi fuggirono in Congo e in Zaire.
L'articolo 3 degli Accordi di Alvor del 15 gennaio 1975, che riconoscevano l'indipendenza dell'Angola, sancì l'annessione definitiva di Cabinda all'Angola. Questo accordo non fu però accettato dai movimenti indipendentisti cabindesi, che continuarono a opporsi allo status quo a livello politico, diplomatico e militare.

## La rivoluzione permanente
Il 1º agosto 1975, durante un vertice dell'OUA a Kampala, Luis de Gonzaga Ranque Franque proclamò l'indipendenza di Cabinda, nello stesso momento in cui il suo rivale Henriques Tiago N'Zita annunciava la costituzione di un governo cabindese in esilio a Parigi. Il 2 novembre tre colonne di guerriglieri del FLEC, inquadrati da John Stockwell della CIA e assistiti da Bob Denard e dai suoi mercenari, penetrarono a Cabinda dallo Zaire. L'MPLA, asserragliato nella capitale e a protezione delle installazioni petrolifere, riuscì a respingere l'assalto. Poco dopo sbarcarono a Pointe Noire duemila soldati cubani per dare appoggio militare all'MPLA.
Dopo la disfatta del 1975, il FLEC si divise in varie fazioni antagoniste tra loro. Nel 1977 alcuni quadri del FLEC, accusando di incompetenza e di dispotismo Henriques Tiago N'Zita, dettero vita al Commandement Militaire de Libération du Cabinda (CMLC), che entrò direttamente in conflitto con il FLEC (che nel frattempo aveva cambiato nome in FLEC-Forces Armées Cabindaise, FLEC-FAC).
Sia sul piano politico che su quello militare, il CMLC si affidò a Francisco Xavier Lubota, un despota, con una spiccata tendenza al culto della personalità che però aveva importanti legami con la Setta di Moon, che gli garantivano un forte appoggio logistico e militare.

## Fine della guerra fredda
Negli anni ottanta i gruppi indipendentisti continuarono a combattere contro le truppe angolane e cubane, ma anche a farsi guerra tra loro. Agli inizi degli anni novanta, con la fine della guerra fredda, sia l'URSS che la CIA abbandonarono alla loro sorte i guerriglieri cabindesi, e nel 1991 anche i cubani se ne andarono da Cabinda.
Persi gli appoggi esterni, gli indipendentisti cercarono di ottenere visibilità a livello internazionale attaccando gli interessi stranieri nella regione, soprattutto quelli delle compagnie petrolifere. Il 19 ottobre 1990 fu rapito un impiegato della Chevron; questo rapimento ne seguirono altri (il 5 luglio 1992 toccò a tre uomini della Mota, il 2 giugno 1994 fu attaccato il terminal petrolifero di Malongo, il 29 novembre 1994 vennero rapiti due tecnici polacchi).
Di fronte a una simile instabilità politica e militare, le multinazionali occidentali costrinsero il governo angolano a tentare di venire a patti con gli indipendentisti. Le negoziazioni furono affidate al Ministro della Difesa Maria Pedro Tonha, ex capo dell'MPLA. Gli indipendentisti si riunirono provvisoriamente nel Forum des Nationalistes Cabindais (FONAC), che iniziò le trattative di pace. Il primo incontro ufficiale ebbe luogo il 7 e l'8 giugno 1995 a Mont Etjo, in Namibia, dove fu stabilita una tregua di quattro mesi. Il 22 luglio 1995 Maria Pedro Tonha fu avvelenato dai servizi segreti angolani e venne sostituito dal ministro degli interni Santana André Pitra detto Petroff. In un secondo incontro, l'8 agosto a Midgard Lodge (ancora in Namibia), fu offerta al FONAC l'indipendenza di Cabinda, ma con una partecipazione minima ai proventi dell'estrazione del petrolio che in larga parte sarebbero continuati ad entrare nelle casse del governo dell'Angola. Il FONAC rifiutò e ripresero le ostilità.
Nel maggio del 1996 l'esercito angolano lanciò un'offensiva nella regione di Necuto che sfociò nel massacro di Povo Grande, in cui i militari mitragliarono la folla come rappresaglia per la morte di un poliziotto. Nel frattempo gli indipendentisti ripresero a rapire gli stranieri.
Nel dicembre del 1996, Benicio Mavoungou, ex combattente del FLEC sotto Jean Kay, si autoproclamò presidente in esilio di Cabinda a Drachten, nei Paesi Bassi. In seguito anche Luis Antonio Lopes si autoproclamò presidente di Cabinda, rifondando il FLEC e aprendo un consolato a Brie-Comte-Robert, in Francia.
Nel luglio del 1997 il FLEC-FAC è stato ammesso nell'UNPO, l'Organizzazione delle Nazioni e dei Popoli non rappresentati.
Tutte le organizzazioni vecchie e nuove al momento si definiscono legittimi governi in esilio con contatti più o meno diretti con i guerriglieri di Cabinda. Ogni movimento ha la sua bandiera e la sua propria iconografia, e rilascia propri passaporti e carte d'identità cabindesi (documenti non riconosciuti a livello internazionale).